# Ungern i olympiska vinterspelen 2010
Ungern deltog vid de olympiska vinterspelen 2010 med 16 tävlande i fyra sporter.